# Callimedusa
Callimedusa (Duellman, Marion, and Hedges, 2016) è un genere di rane della famiglia delle Phyllomedusidae, distribuite nella regione amazzonica.

## Distribuzione e habitat
Le specie di questo genere sono presenti nei pendii amazzonici delle Ande dall'Ecuador al Perù centrale; bacino superiore dell'Amazzonia dalla Colombia alla Bolivia; regione della Guiana..

## Tassonomia
Il genere comprende le seguenti specie, appartenenti in precedenza al genere Phyllomedusa:
- Callimedusa atelopoides (Duellman, Cadle & Cannatella, 1988)
- Callimedusa baltea (Duellman & Toft, 1979)
- Callimedusa duellmani (Cannatella, 1982)
- Callimedusa ecuatoriana (Cannatella, 1982)
- Callimedusa perinesos (Duellman, 1973)
- Callimedusa tomopterna (Cope, 1868)